# Guatteria maypurensis
Guatteria maypurensis este o specie de plante angiosperme din genul Guatteria, familia Annonaceae, descrisă de Carl Sigismund Kunth. Conform Catalogue of Life specia Guatteria maypurensis nu are subspecii cunoscute.